# Eprozinol
Eprozinol là thuốc điều trị bệnh tắc nghẽn đường thở.